# Vilkyčiai Motorsport Komplex
Der Vilkyčiai Motorsport Komplex ist eine Offroad-Rennsportanlage im litauischen Dorf Kebeliai der Rajongemeinde Šilutė und liegt etwa 30 km südlich von Klaipėda, 7 km nördlich von Saugai, 4,3 km östlich von Vilkyciai und der Landstraße 141 (Vilkyčiai–Švėkšna). Es ist  die einzige Strecke weltweit, die sowohl nach FIA Grad 6A als auch nach FIA Grad 6R homologiert ist.

## Geschichte
Die erste Autocross-Veranstaltung in Vilkyčiai fand 1987 statt. Die Strecke wurde auf dem Gelände einer ehemaligen Kiesgrube und Mülldeponie angelegt.

## Veranstaltungen
Der 1,063 km lange Autocross-Kurs ist Austragungsort der Autocross Europa-Meisterschaft. Rallycross-Wettbewerbe werden auf einem 872 Meter langen Kurs ausgefahren, der zu 45 % aus Schotter und zu 55 % aus Asphalt besteht.